# Zerde
Le zerde est un dessert turc, une sorte de pudding de riz sucré mais sans lait, le safran donnant une teinte jaune à la pâtisserie. C'est un dessert réservé pour les fêtes, comme les mariages, les anniversaires et les dix jours sacré du mois de mouharram.
En Turquie, le zerde est populaire dans les régions où l'on trouve des rizières en grand nombre. Ainsi dans la province d'Edirne en Thrace orientale, où se trouve plus de la moitié de la production de la Turquie en riz, le zerde est le dessert favori.
Les ingrédients peuvent varier selon les endroits et en fonction des fruits locaux.